# Conus muriculatus
Conus muriculatus е вид охлюв от семейство Conidae. Видът не е застрашен от изчезване.

## Разпространение и местообитание
Разпространен е в Австралия (Западна Австралия, Куинсланд и Северна територия), Американска Самоа, Британска индоокеанска територия, Бруней, Вануату, Виетнам, Източен Тимор, Индонезия, Кения, Китай (Гуандун, Гуанси, Джъдзян, Дзянсу, Фудзиен и Хайнан), Кокосови острови, Коморски острови, Мавриций, Мадагаскар, Майот, Малайзия, Малки далечни острови на САЩ, Маршалови острови, Микронезия, Мозамбик, Науру, Ниуе, Нова Каледония, Остров Рождество, Острови Кук, Палау, Папуа Нова Гвинея, Провинции в КНР, Реюнион, Самоа, Сейшели, Сингапур, Соломонови острови, Тайван, Тайланд, Танзания, Токелау, Тонга, Тувалу, Уолис и Футуна, Фиджи, Филипини, Френска Полинезия и Япония.
Обитава пясъчните дъна на океани, морета и рифове. Среща се на дълбочина от 12 до 60 m, при температура на водата от 25,5 до 26,1 °C и соленост 35,1 – 35,2 ‰.